# Leucophora haustellaris
Leucophora haustellaris este o specie de muște din genul Leucophora, familia Anthomyiidae, descrisă de Huckett în anul 1966.
Este endemică în California. Conform Catalogue of Life specia Leucophora haustellaris nu are subspecii cunoscute.